# Micrathena petrunkevitchi
Micrathena petrunkevitchi là một loài nhện trong họ Araneidae.
Loài này thuộc chi Micrathena. Micrathena petrunkevitchi được Herbert Walter Levi miêu tả năm 1985.